# Ірвінгтон (Нью-Йорк)
Ірвінгтон (англ. Irvington) — селище (англ. village) в США, в окрузі Вестчестер штату Нью-Йорк. Населення — 6652 особи (2020).

## Географія
Ірвінгтон розташований за координатами 41°2′3″ пн. ш. 73°52′1″ зх. д. / 41.03417° пн. ш. 73.86694° зх. д. (41.034258, -73.867028).  За даними Бюро перепису населення США в 2010 році селище мало площу 10,52 км², з яких 7,18 км² — суходіл та 3,34 км² — водойми.

## Демографія
Згідно з переписом 2010 року, у селищі мешкало 6420 осіб у 2528 домогосподарствах у складі 1749 родин. Густота населення становила 610 осіб/км².  Було 2668 помешкань (254/км²).
Расовий склад населення:
| - 87,1 % — білих - 7,9 % — азіатів - 1,9 % — чорних або афроамериканців - 0,1 % — корінних американців - 1,1 % — осіб інших рас |

До двох чи більше рас належало 1,8 %. Частка іспаномовних становила 6,2 % від усіх жителів.
За віковим діапазоном населення розподілялося таким чином: 26,4 % — особи молодші 18 років, 58,5 % — особи у віці 18—64 років, 15,1 % — особи у віці 65 років та старші. Медіана віку мешканця становила 44,6 року. На 100 осіб жіночої статі у селищі припадало 90,6 чоловіків;  на 100 жінок у віці від 18 років та старших — 84,4 чоловіків також старших 18 років.
Середній дохід на одне домашнє господарство  становив 232 353 долари США (медіана — 138 051), а середній дохід на одну сім'ю — 268 391 долар (медіана — 162 824). Медіана доходів становила 121 964 долари для чоловіків та 83 306 доларів для жінок. За межею бідності перебувало 2,7 % осіб, у тому числі 3,4 % дітей у віці до 18 років та 6,4 % осіб у віці 65 років та старших.
Цивільне працевлаштоване населення становило 3407 осіб. Основні галузі зайнятості: освіта, охорона здоров'я та соціальна допомога — 35,4 %, науковці, спеціалісти, менеджери — 17,6 %, фінанси, страхування та нерухомість — 13,7 %.